# Бартлесвил (Оклахома)
Бартлесвил (енгл. Bartlesville) град је у америчкој савезној држави Оклахома.

## Демографија
По попису из 2010. године број становника је 35.750, што је 1.002 (2,9%) становника више него 2000. године.
| Група             | 2000.          | 2010.          |
| Белци             | 28.003 (80,6%) | 27.204 (76,1%) |
| Афроамериканци    | 1.112 (3,2%)   | 1.123 (3,1%)   |
| Азијати           | 332 (1,0%)     | 497 (1,4%)     |
| Хиспаноамериканци | 1.049 (3,0%)   | 2.112 (5,9%)   |
| Укупно            | 34.748         | 35.750         |